# Joost Patocka

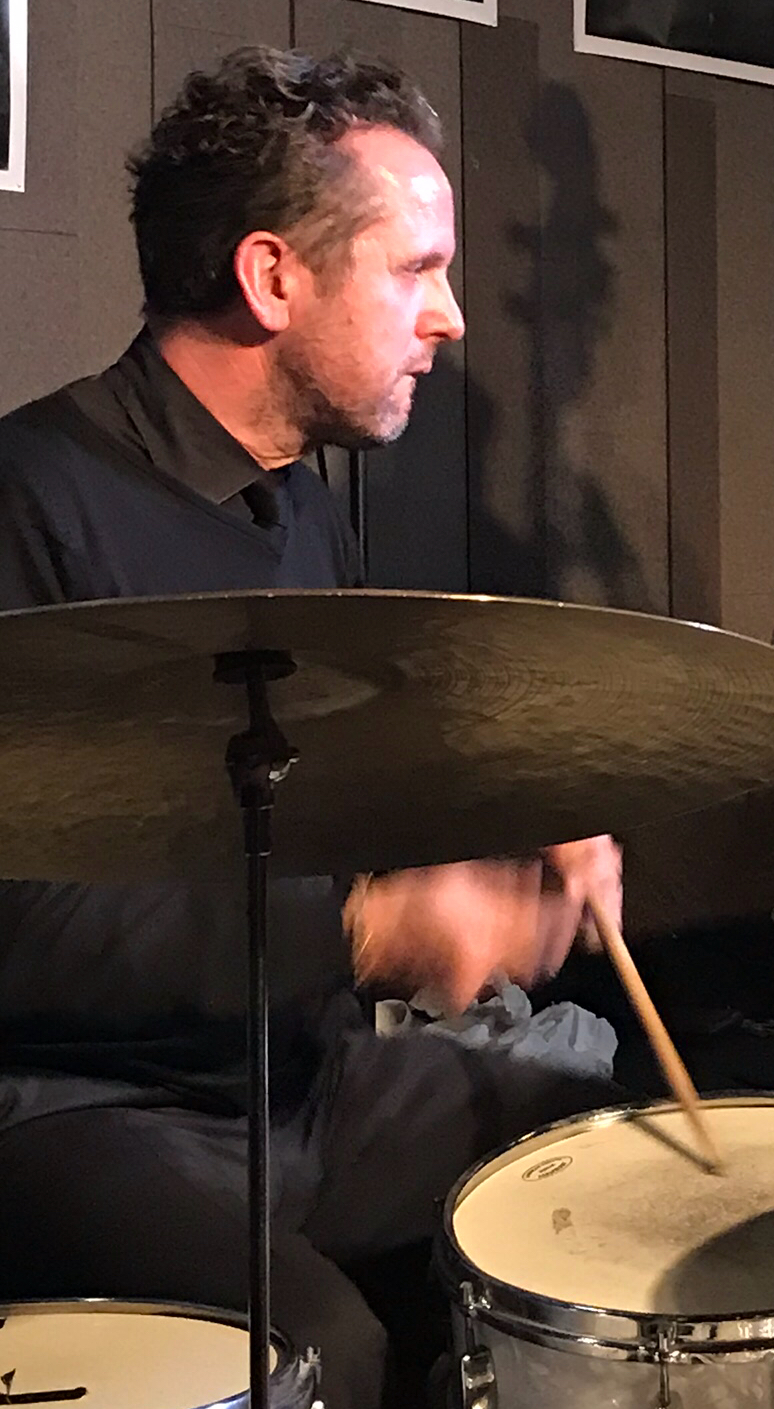
Joost Patocka

Joost Patocka (eigentlich Joost Patočka, * 1. Juli 1969 in Amsterdam) ist ein niederländischer Jazzmusiker (Schlagzeug) des Modern Jazz.
Patocka hatte Unterricht bei Joe Morello, Marvin Smitty Smith und Carl Allen; ab den frühen 1990er-Jahren arbeitete er in der niederländischen Jazzszene; erste Aufnahmen entstanden 1992 mit der North Sea Big Band unter Leitung von Ruud van Dijk. In den folgenden Jahren arbeitete er u. a. mit Carolyn Breuer, Cees Slinger, Piet Noordijk, Ernst Glerum, Benjamin Herman, Rita Reys, Kurt Rosenwinkel, Maarten Hogenhuis und Francien van Tuinen. Im Bereich des Jazz war er zwischen 1992 und 2014 an 27 Aufnahmesessions beteiligt. Zu hören ist er u. a. auch auf Marike van Dijks Album Stranded (2023). Patocka unterrichtet bei Codarts in Rotterdam.